# Alistro

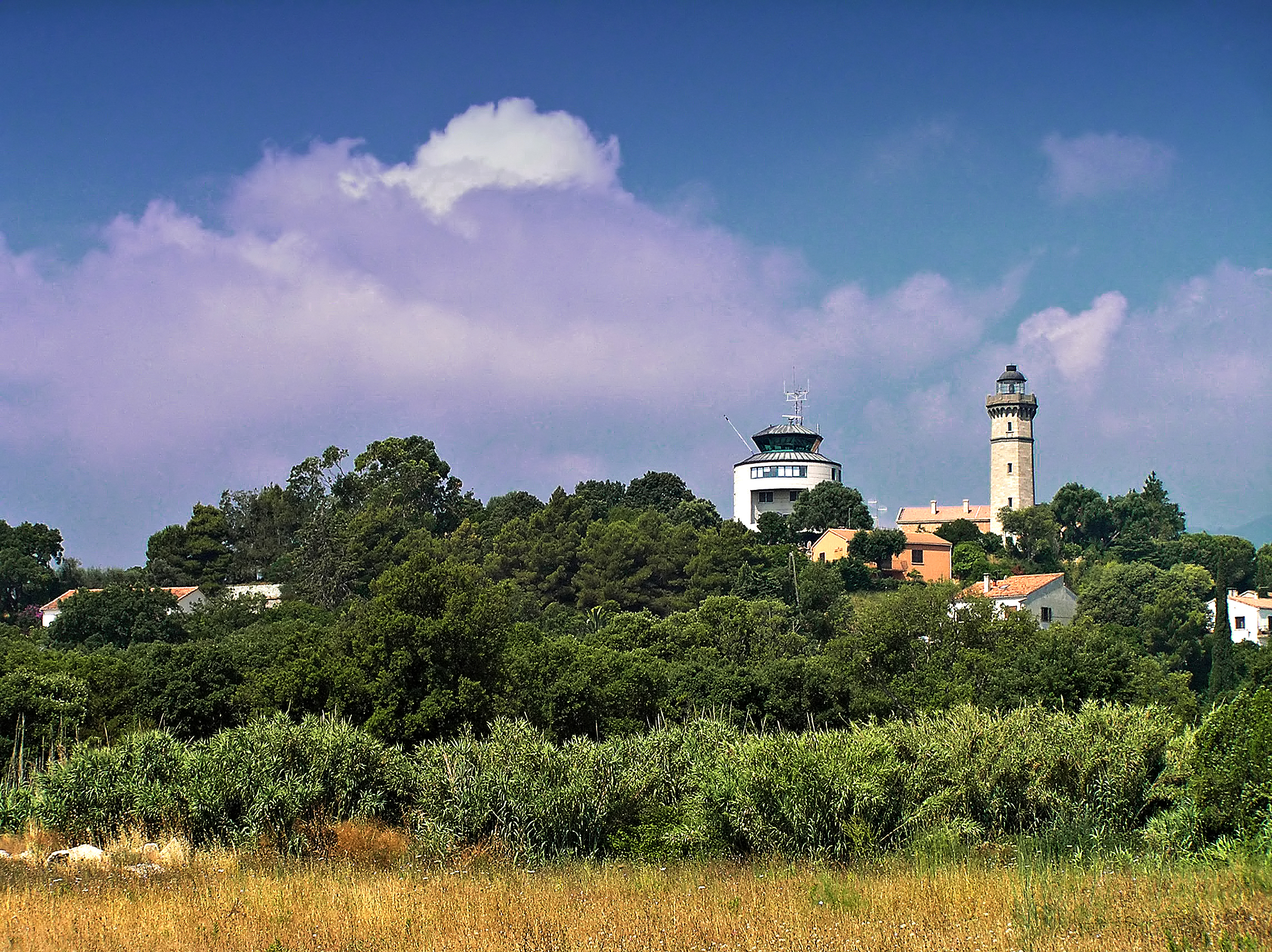
Alistro, Leuchtturm

Alistro ist ein Ort an der Ostküste der Mittelmeerinsel Korsika. 

## Geografie
Ein gleichnamiger Bach fließt im Süden Alistros. Der Ort gehört zur Gemeinde San-Giuliano im Département Haute-Corse. Der Ort liegt im Distrikt Moita Verde, dem nördlichsten der fünf Teile der Costa Serena, die sich ungefähr auf halber Strecke zwischen Bastia und Bonifacio befindet. 

## Sehenswürdigkeiten
Der östlichste Punkt Korsikas befindet sich am Leuchtturm von Alistro, der wie der Großteil der korsischen Turmbauten, ein Genueserturm ist. Beim Rückzug der deutschen Wehrmacht aus Korsika 1943 wurde der Leuchtturm im Zweiten Weltkrieg beschädigt und von März bis Mai 1945 wieder instand gesetzt.

## Verkehr
Seit 1888 war der Ort mit einer Haltestelle an der Bahnstrecke Casamozza–Porto-Vecchio an das Eisenbahnnetz Korsikas angeschlossen. Auch diese Bahnstrecke wurde beim Rückzug der Wehrmacht aus Korsika 1943 zerstört und nicht wieder aufgebaut.